# Hôtel de Ville (Paris)

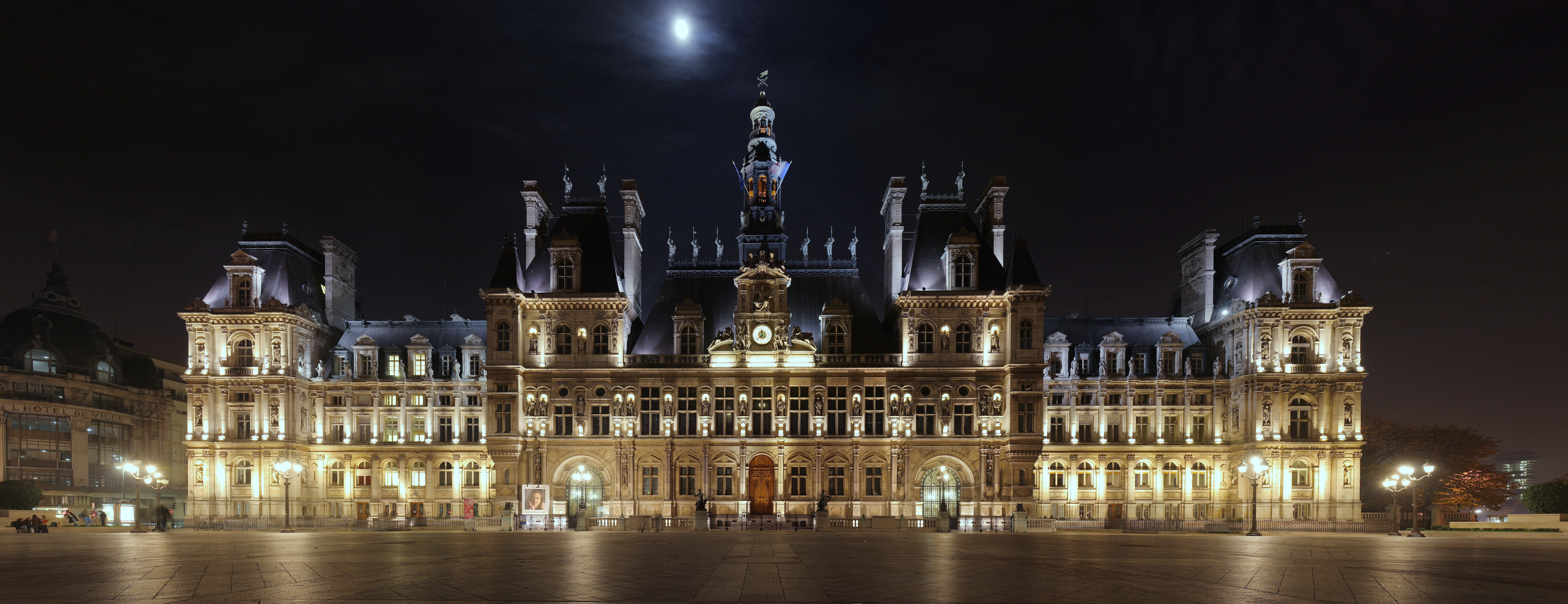
Vista geral nocturna do Hôtel de Ville de Paris

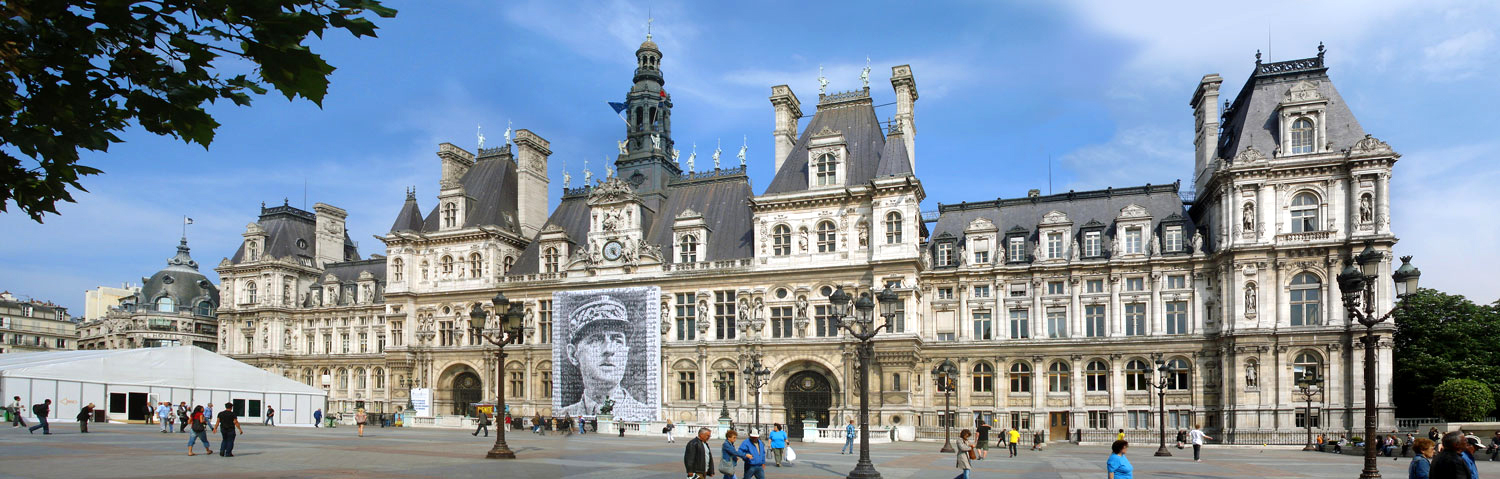
Vista geral do Hôtel de Ville

O Hôtel de Ville de Paris (Paço municipal de Paris, Prefeitura da cidade de Paris, Prefeitura de Paris ou Câmara municipal de Paris) abriga as instituições do governo municipal de Paris.
O edifício fica na Praça do Município (Place de l'Hôtel-de-Ville, anteriormente chamada Place de Grève), no 4.º arrondissement de Paris. É a sede municipal desde 1357. A sua arquitetura é da época renascentista, período em que sofreu uma grande remodelação por obra do arquitecto italiano Domenico da Cortona, dito Boccador. Foi ainda totalmente reconstruído depois de um incêndio em 1871, mantendo o aspecto original. Encontra-se na margem norte do Sena e é considerado um marco turístico tanto pelos franceses como pelos estrangeiros.
É utilizado para múltiplos propósitos: aloja a administração da cidade, é o local de trabalho e reuniões do presidente do município (desde 1977) e também serve para acolher grandes recepções. A Place de Grève, rebaptizada Place de l'Hôtel-de-Ville em 19 de Março de 1803, tornou-se num espaço reservado aos peões em 1982.
Paris teve diversas insurreições, e o Hôtel de Ville foi frequentemente ponto de reunião de insurgentes, amotinados e revolucionários. O Hôtel de Ville é um lugar cheio de história, tendo servido de palco a acontecimentos que vão de Étienne Marcel à Fronde, da Revolução Francesa aos dias revolucionários de 1830 e 1848, da Comuna de Paris à Libertação de Paris.

## História

### Da"Maison des Piliers"à destruição de 1871

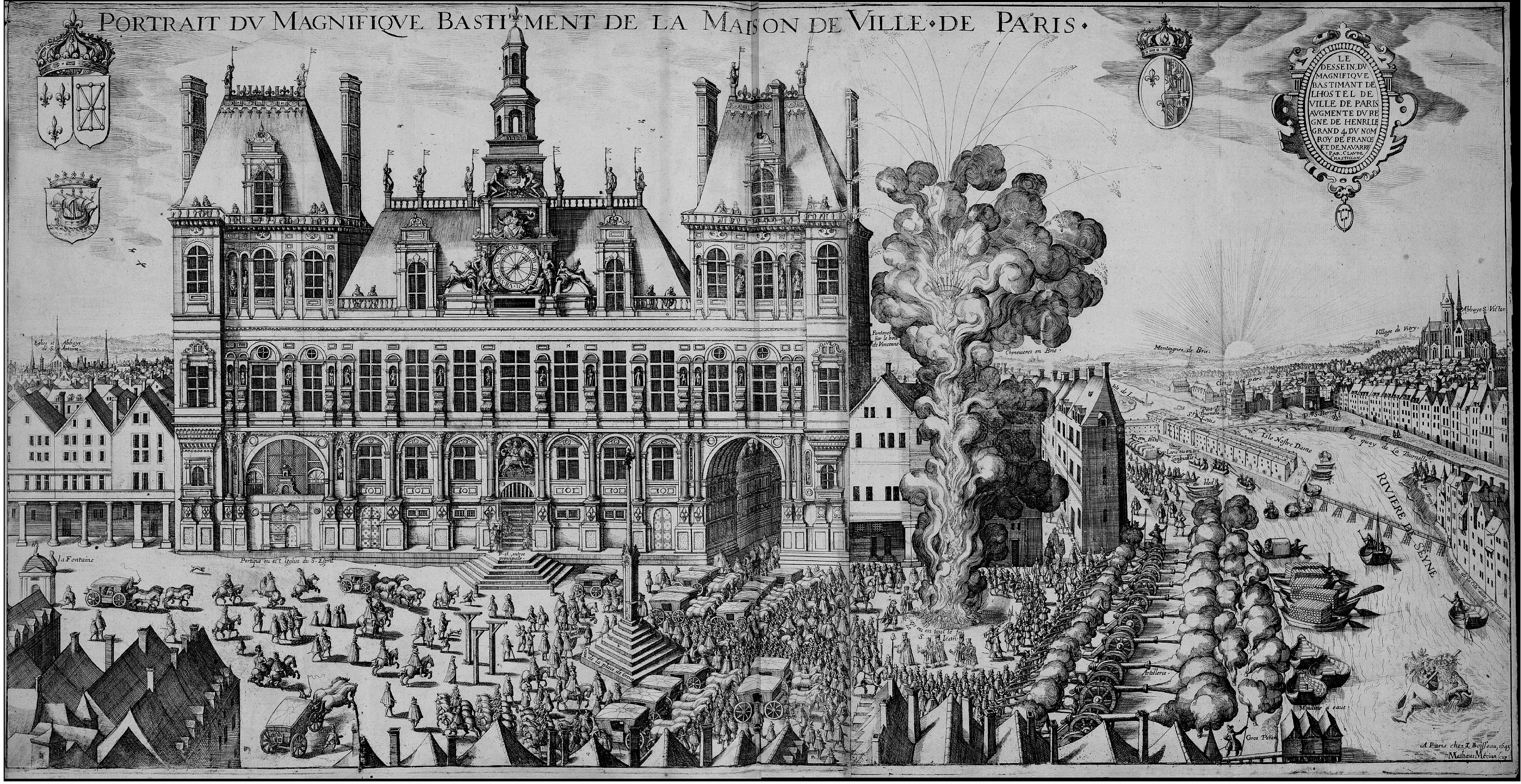
O antigo Hôtel de Ville cerca de 1610

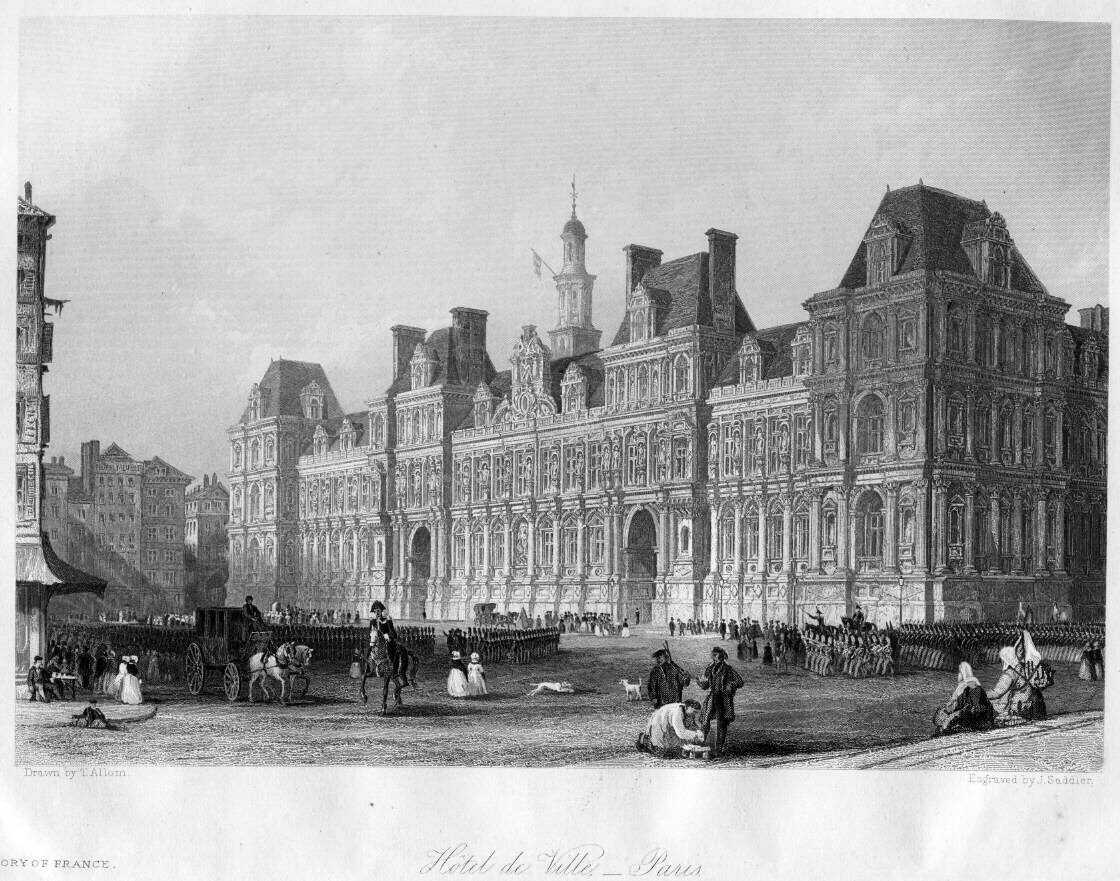
O Hôtel de Ville antes da destruição

Em julho de 1357, Étienne Marcel, preboste dos mercadores de Paris, comprou a chamada "maison des piliers" (Casa dos Pilares) em nome do município, numa praia de cascalho suavemente inclinada, a qual servia como porto fluvial para descarregar trigo e madeira e que, mais tarde, se transformou numa praça, a Place de Grève, um lugar onde os parisienses se reuniam frequentemente, em particular para execuções públicas. Desde então, a administração da cidade de Paris esteve sempre situada no mesmo local onde se ergue actualmente o Hôtel de Ville. No século XIII o município parisiense estava instalado no "Parloir aux Bourgeois", perto do Grand Châtelet, antes de ter sido transferido, no início do século XIV, para o monte Sainte-Geneviève.
Em 1533, o rei Francisco I decidiu dotar a cidade com um paço municipal que fosse digno de Paris, então a maior cidade da Europa e da Cristandade. Para isso, nomeou dois arquitectos: o italiano Domenico Bernabei da Cortona, apelidado de Boccador devido à sua barba vermelha, e o francês Pierre Chambiges. A transformação da maison des piliers num verdadeiro palácio começou em 1533. A casa primitiva foi demolida e Boccador, imbuído no espírito do Renascimento, desenhou os planos dum edifício que era ao mesmo tempo alto, espaçoso, cheio de luz e refinado. O trabalho de construção só terminou em 1628, durante o reinado de Luís XIII.

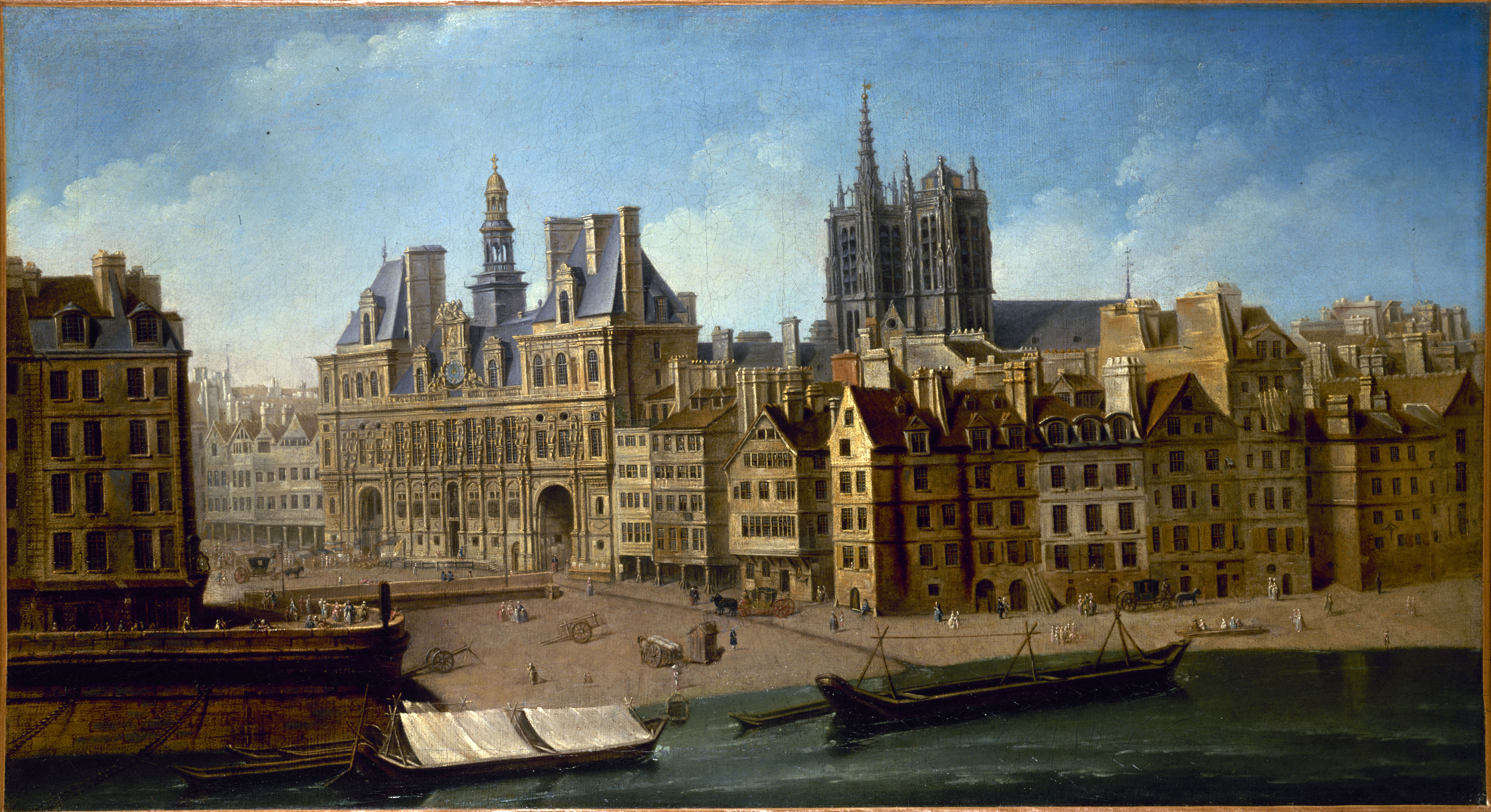
O Hôtel de Ville e a Place de Grève em 1753, (Paris, Musée Carnavalet)

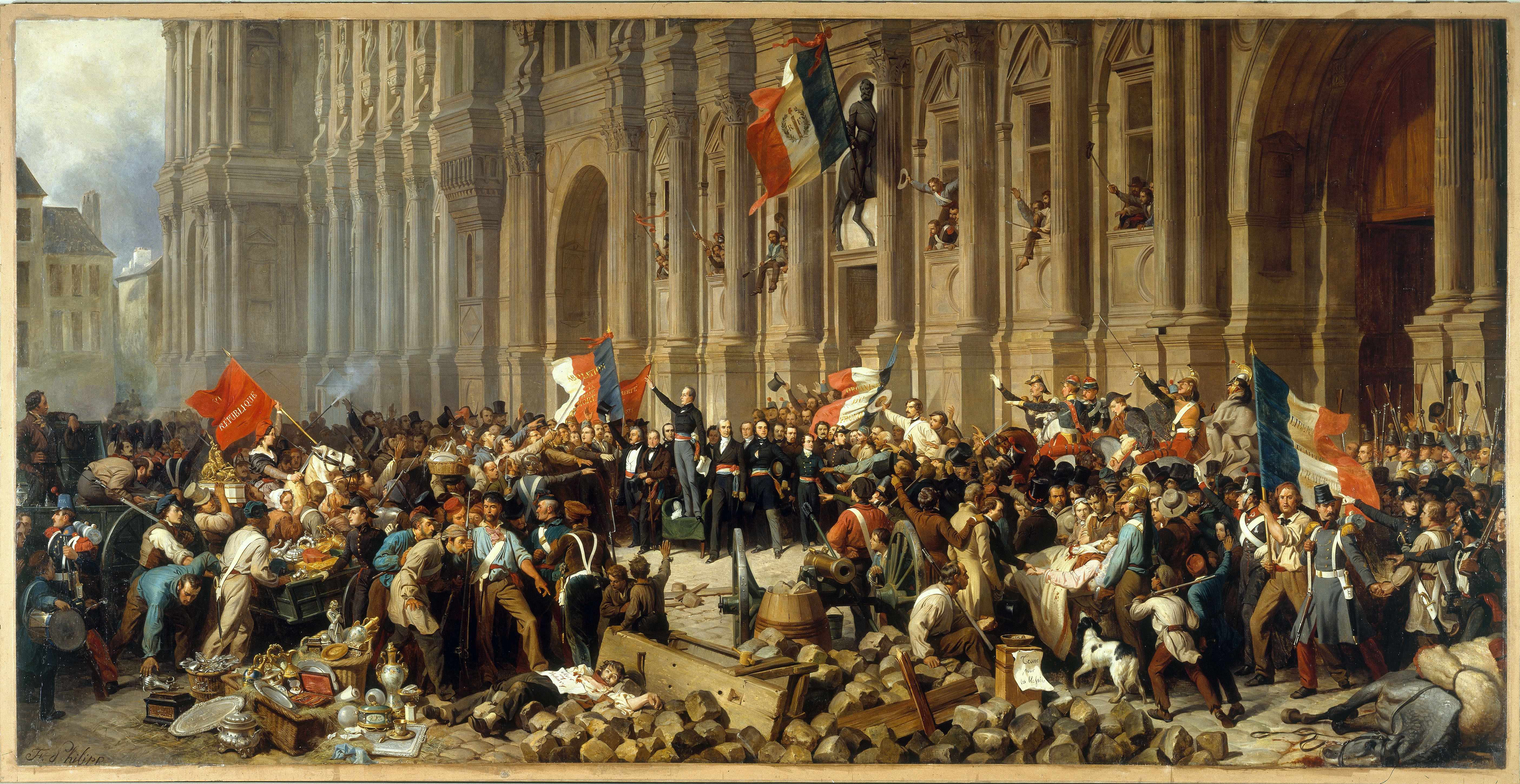
Alphonse de Lamartine tomando o Hôtel de Ville durante a Revolução de 1848

Durante os dois séculos seguintes, nenhumas alterações foram feitas ao edifício, o qual serviu de palco a vários acontecimentos famosos durante a Revolução Francesa, nomeadamente o assassinato do último preboste dos mercadores, Jacques de Flesselles, pela multidão enfurecida, no dia 14 de Julho de 1789, e o golpe de 9 Termidor, quando Robespierre foi alvejado na mandíbula e aprisionado no Hôtel de Ville com os seus seguidores. Posteriormente, em 1835, por iniciativa de Claude-Philibert Barthelot, Conde de Rambuteau, prefeito do departamento do Sena, acrescentaram-se duas alas ao edifício principal que foram ligadas à fachada por uma galeria, de forma a providenciar mais espaço para o governo da cidade em expansão. No entanto, as várias extensões efectuadas entre 1835 e 1850 preservaram a fachada do Renascimento.
Durante a Guerra Franco-Prussiana, o edifício desempenhou um papel chave em vários eventos políticos. No dia 30 de Outubro de 1870, revolucionários invadiram o edifício e capturaram o Governo de Defesa Nacional, enquanto faziam repetidas exigências para o estabelecimento dum governo communard. O governo exigente foi regatado por soldados que invadiram o Hôtel de Ville via um túnel subterrâneo construído em 1807, o qual ainda liga o palácio com um quartel vizinho. No dia 18 de Janeiro de 1871, multidões reuniram-se no exterior do edifício para protestar contra a especulada rendição aos prussianos, sendo dispersas por soldados que disparavam do interior, o que fez várias vítimas. 
A Comuna de Paris escolheu o Hôtel de Ville como seu quartel-general e, como tropas anti-comuna se aproximavam do edifício, extremistas da comuna incendiaram o palácio, destruindo para sempre quase todos os registos públicos existentes do período revolucionário francês. O fogo esventrou o edifício, deixando apenas uma carcaça de pedra.

### Reconstrução

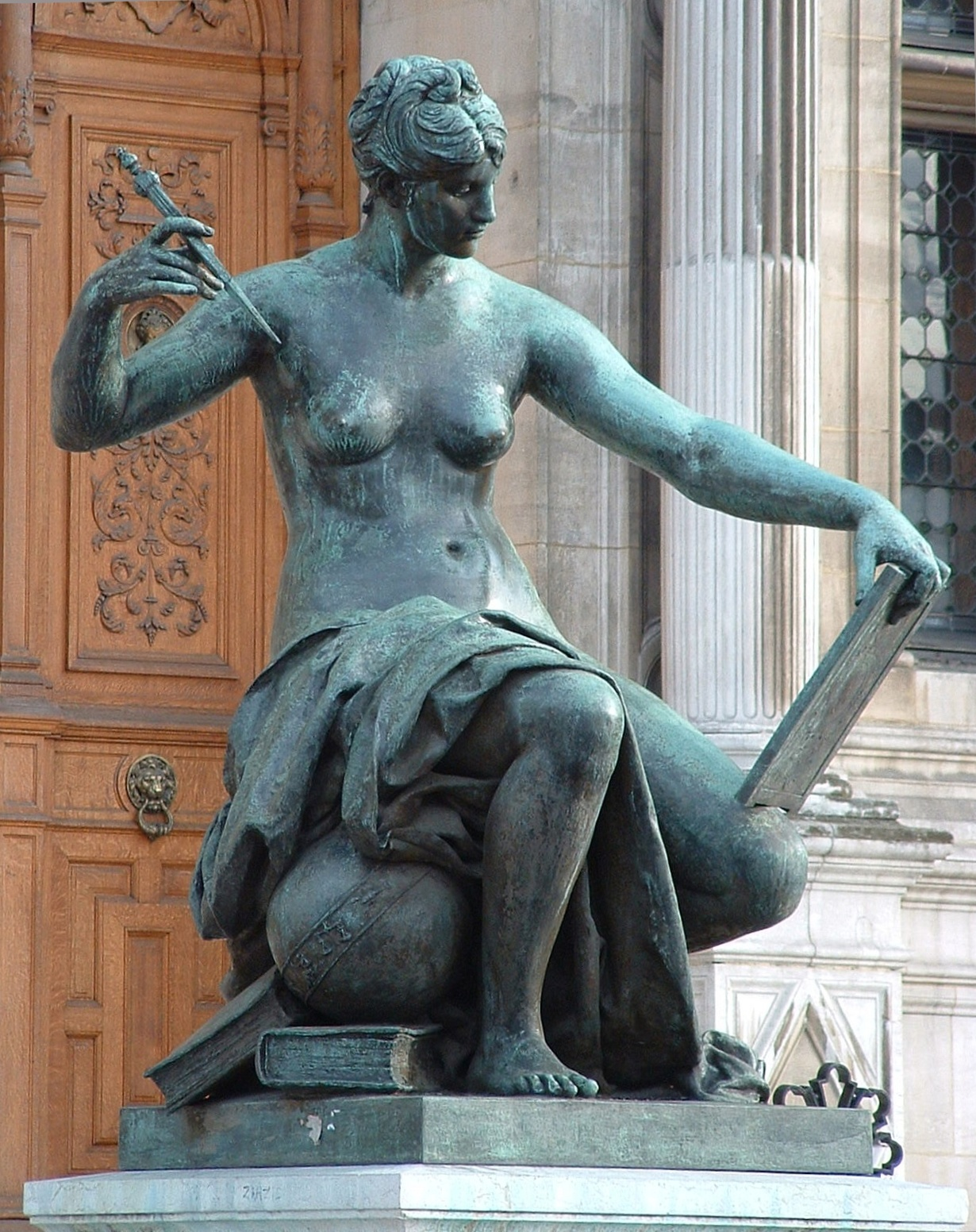
A Ciência, por Jules Blanchard

A reconstrução do palácio municipal durou de 1873 a 1892 e foi dirigida pelos arquitectos Théodore Ballu e Édouard Deperthes, escolhidos através dum concurso de arquitectura. A fachada renascentista foi reconstruída tal como o desenho original. Ballu também construiu a Igreja da Santíssima Trindade, no 9.º arrondissement, e o campanário da câmara municipal no 1.º arrondissement, oposto à fachada leste do Louvre. Também restaurou a Tour Saint-Jacques, uma torre gótica de igreja que se ergue numa praça 150 metros a oeste do Hôtel de Ville.
Os arquitectos reconstruíram o interior do Hôtel de Ville dentro da carcaça de pedra que tinha sobrevivido ao incêndio. Embora o Hôtel de Ville reconstruído seja, visto do exterior, uma cópia do edifício renascentista francês do século XVI que se erguia antes de 1871, o novo interior foi baseado num desenho inteiramente novo, com salas cerimoniais luxuosamente decoradas no estilo da década de 1880.
As portas cerimoniais centrais sob o relógio são flanqueadas por figuras alegóricas da Arte, por Laurent Marqueste, e da Ciência, por Jules Blanchard. Outras 230 esculturas foram encomendadas em cada fachada para reproduzir 338 figuras individuais de parisienses famosos juntamente com leões e outros elementos escultóricos. Entre os escultores contam-se proeminentes académicos, como Ernest-Eugène Hiolle e Henri Chapu, mas o mais famoso foi claramente Auguste Rodin. Rodin produziu a figura do matemático setecentista Jean le Rond d'Alembert, terminada em 1882.

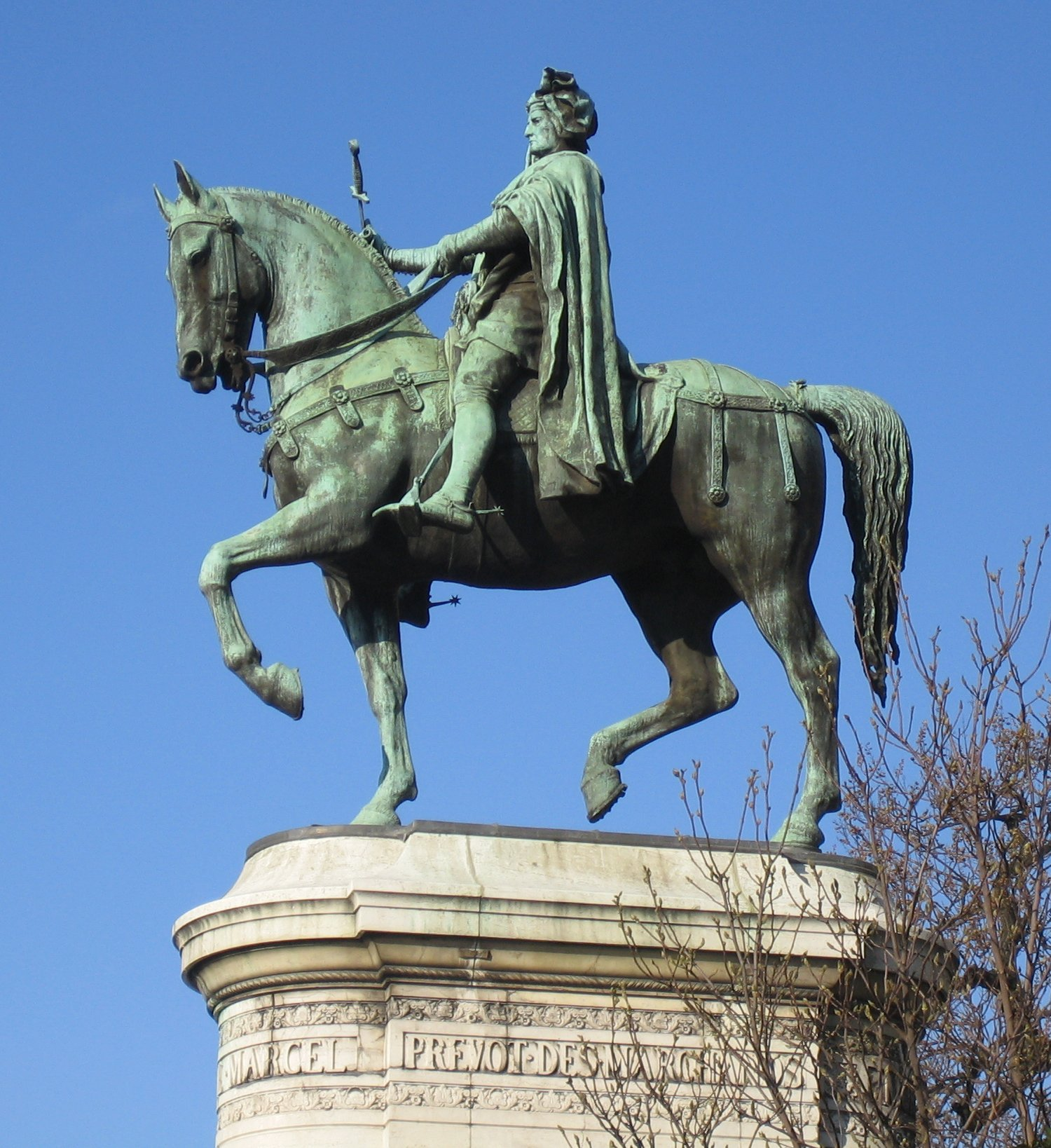
Estátua de Étienne Marcel, por Antonin Idrac, junto ao Hôtel de Ville

A estátua na parede do jardim do lado sul é de Étienne Marcel, o mais famoso detentor do posto de prévôt des marchands (preboste dos mercadores), cargo que precedeu o de presidente da câmara. Marcel teve um final infeliz, linchado em 1358 por uma multidão enfurecida, depois de tentar afirmar os poderes da cidade de forma um pouco mais enérgica.
A decoração apresenta murais feitos pelos principais pintores da época, incluindo Raphaël Collin, Jean-Paul Laurens, Puvis de Chavannes, Henri Gervex, Aimé Morot e Alfred Roll. A maior parte deles ainda pode ser visto como parte duma visita guiada ao edifício.

### Local político
Desde a Revolução Francesa, o edifício tem sido cenário de vários eventos históricos, nomeadamente a proclamação da Terceira República Francesa em 1870 e o famoso discurso de Charles de Gaulle no dia 25 de Agosto de 1944, durante a Libertação de Paris quando saudou a multidão a partir duma janela da frente.
O Hôtel de Ville foi durante muitos anos o feudo de Jacques Chirac, Presidente da França entre 1995 e Maio de 2007, e foi o cenário dum escândalo centrado tanto em empregos ilegais dados a membros do partido de Chirac como num extravagante orçamento para entretenimento.
O actual presidente da câmara, Bertrand Delanoë, um socialista e o primeiro líder da cidade abertamente homossexual, partilha algumas das ambições de Marcel e quase partilhou o seu destino. Foi esfaqueado no edifício em 2002, durante a primeira Nuit Blanche — festival de toda a cidade sem dormir toda a noite — quando as portas do desde há muito inacessível edifício foram abertas ao público. No entanto, Delanoë recuperou e não perdeu o seu entusiasmo pelo acesso, convertendo mais tarde os sumptuosos apartamentos privados do presidente da câmara numa creche para os filhos dos trabalhadores municipais.

## Locais próximos
- O lado norte (esquerdo) do edifício está localizado na Rue de Rivoli.
- O vizinho Bazar de l'Hôtel de Ville (BHV) é uma loja de departamentos que recebeu o nome a partir do Hôtel de Ville.
- A igreja mais próxima do Hôtel de Ville é a Église Saint-Gervais-Saint-Protais.
- A estação do Metropolitano de Paris mais perto do palácio é a estação Hôtel-de-Ville.

## Personalidades na fachada
A fachada principal está decorada com personalidades destacadas da cidade de Paris, como artistas, políticos, cientistas, filósofos ou empresários. Por ordem alfabética, são os seguintes:
- Jean le Rond d'Alembert

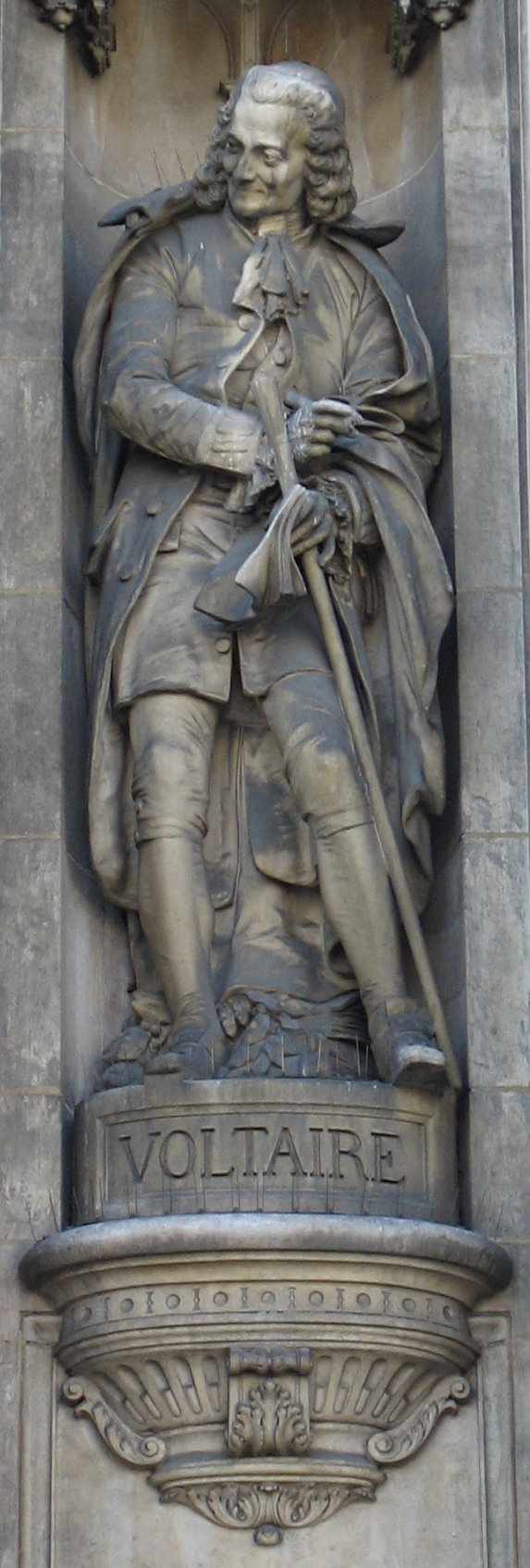
Estátua de Voltaire na fachada do Hôtel de Ville

- Jean-Baptiste Bourguignon d'Anville
- Antoine Arnauld
- Jean Sylvain Bailly
- Claude Ballin
- Antoine-Louis Barye
- Pierre-Jean de Béranger
- Pierre-Antoine Berryer
- Jean-Baptiste Biot
- Boccador
- Nicolas Boileau
- Étienne Boileau
- Louis Antoine de Bougainville
- André-Charles Boulle
- Guilherme Budé
- Jean Bullant
- Armand-Gaston Camus
- Godefroi Cavaignac
- Jean Siméon Chardin
- Alexis Claude Clairaut
- Paul-Louis Courier
- Charles-François Daubigny
- Jacques-Louis David
- Alexandre-Gabriel Decamps
- Eugène Delacroix
- Paul Delaroche
- Ambroise Firmin-Didot
- Charles Dumoulin
- Henri Estienne
- Jean Bernard Léon Foucault
- Marie-Thérèse Rodet Geoffrin
- Jean Goujon
- Achille de Harlay
- Marie-Jean Hérault de Séchelles
- Ferdinand Herold
- Victor Jacquemont
- Nicolas Lancret
- Antoine Lavoisier
- Charles Le Brun
- Henri-Louis Caïn
- André Le Nôtre
- Pierre Lescot
- Pierre de L'Estoile
- Eustache Lesueur
- Nicolas Malebranche
- François Mansart
- Pierre Carlet de Chamblain de Marivaux
- Jules Michelet
- François Miron
- Mathieu Molé
- Pierre de Montereau
- Alfred de Musset
- Jean-Nicolas Pache
- Étienne Pasquier
- Charles Perrault
- Jean-Rodolphe Perronet
- Louis-Benoît Picard
- Jean-Baptiste Pigalle
- Germain Pilon
- Philippe Quinault
- Jean-François Regnard
- Henri Victor Regnault
- Richelieu
- Manon Roland
- Théodore Rousseau
- Antoine-Isaac Silvestre de Sacy
- Louis de Rouvroy, duque de Saint-Simon
- Henri Sauval
- Eugène Scribe
- Michel-Jean Sedaine
- Madame de Staël
- Eugène Sue
- François-Joseph Talma
- Jacques-Auguste de Thou
- Anne Hilarion de Costentin de Tourville
- Horace Vernet
- Abel-François Villemain
- Eugène Viollet-le-Duc
- Voltaire